# Episodi di Sean Saves the World
La prima e unica stagione della serie televisiva Sean Saves the World è stata trasmessa sul canale statunitense NBC dal 3 ottobre 2013 al 23 gennaio 2014. È stata rimossa dal palinsesto e poi cancellata per bassi ascolti; il 24 marzo 2014 gli ultimi due episodi prodotti sono stati resi disponibili sulle piattaforme online.
In Italia la serie è ancora inedita.
| nº | Titolo originale                | Titolo italiano | Prima TV USA     | Prima TV Italia |
| -- | ------------------------------- | --------------- | ---------------- | --------------- |
| 1  | Pilot                           |                 | 3 ottobre 2013   |                 |
| 2  | Busted                          |                 | 10 ottobre 2013  |                 |
| 3  | Date Expectations               |                 | 17 ottobre 2013  |                 |
| 4  | Shut Your Parent Trap           |                 | 24 ottobre 2013  |                 |
| 5  | Nobody Puts Sean in a Corner    |                 | 31 ottobre 2013  |                 |
| 6  | Sean Comes Clean                |                 | 7 novembre 2013  |                 |
| 7  | The Good, the Bad and the Sean  |                 | 14 novembre 2013 |                 |
| 8  | Of Moles and Men                |                 | 21 novembre 2013 |                 |
| 9  | Best Friends for Never          |                 | 12 dicembre 2013 |                 |
| 10 | Sean the Fabulous               |                 | 2 gennaio 2014   |                 |
| 11 | Trapped in the Closet (Part 2)  |                 | 9 gennaio 2014   |                 |
| 12 | The Wrath of Sean               |                 | 16 gennaio 2014  |                 |
| 13 | I Know Why the Caged Bird Zings |                 | 23 gennaio 2014  |                 |
| 14 | The Joy of Ex                   |                 | mai trasmesso    |                 |
| 15 | The Dark Sean Rises             |                 | mai trasmesso    |                 |